# Ubume

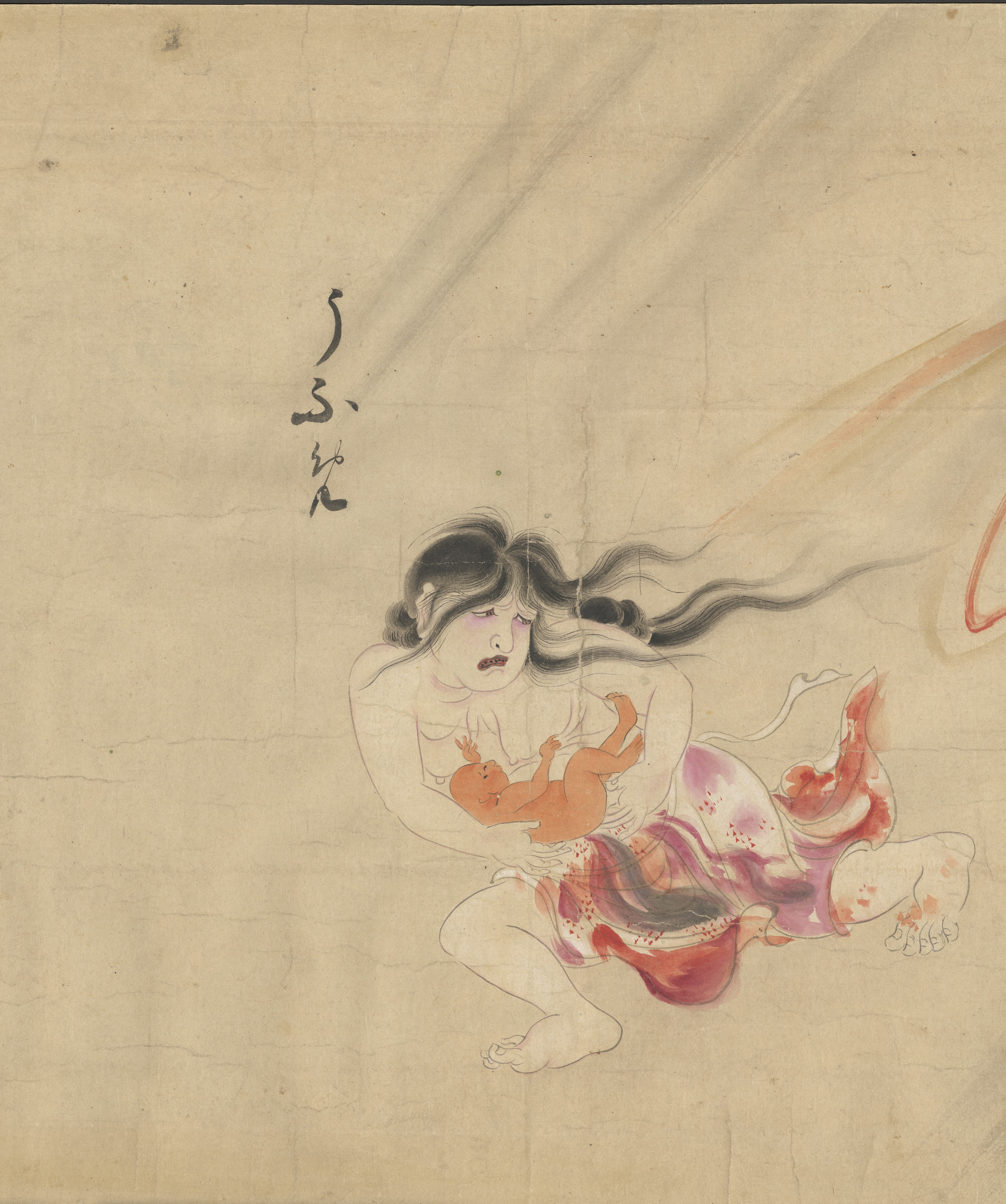
Un'Ubume in lacrime

Le Ubume (産女) sono degli spiriti Yōkai di donne morte mentre portavano in grembo un bambino nel Folclore giapponese. L'aspetto e l'attitudine di questi spettri varia nelle opere letterarie e nei racconti popolari dell'isola. Le caratteristiche comuni in tutte le tradizioni sono quelle che la vedono apparire come una donna apparentemente normale con un neonato nelle braccia, bambino che la morta cerca di consegnare allo spettatore prima di scomparire. Quando il vivente porta lo sguardo sul piccolo, scopre di star tenendo tra le braccia solo un mucchio di foglie o un grande masso. L'idea che una donna incinta morta prematuramente diventi un'Ubume è molto antica e questo spiega la tradizione in certe regioni di seppellire la morta con una bambola.

## Varianti
Nel volume 462 del Taiping Guangji delle canzoni dalla dinastia del Nord, è descritto uno strano uccello notturno che rapisce i neonati altrui ed è ipotizzato che sia il nuovo corpo di una donna morta in gravidanza. Si ritiene, inoltre, che appaiano vestite con un koshimaki insanguinato, attirino i bambini e tormentino chi li accompagna. L'aspetto sanguigno è probabilmente legato alla credenza feudale secondo la quale le donne morte mentre gravide sono destinate a cadere in una fossa di sangue.
Le Ubume sono dette "obo" a Hinoemata, nel distretto di Minamiaizu e Ōnuma, nella prefettura di Fukushima e nella città di Kaneyama. Si dice che quando un viandante si imbatte in una di loro, essa gli consegna il piccolo, sparisce e lo sfortunato riceve un morso sulla gola dal bambino. L'unica possibilità di fuga per il vagabondo è lanciare un pezzo di vestiario come esca per lo spirito e scappare a gambe levate oppure, dopo aver abbracciato il non-morto, torcere il volto da lui per evitarne il morso.

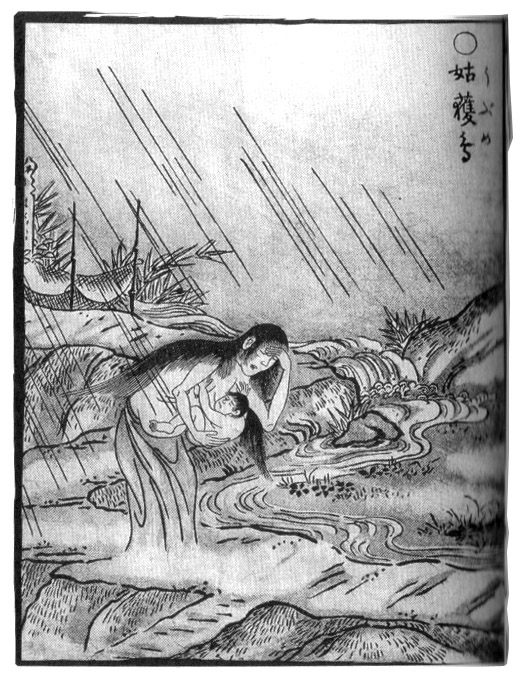
Raffigurazione di Ubume realizzata da Toriyama Sekien

Nel distretto di Nishimatsuura e nella Prefettura di Saga, si dice appaiano di notte e che il bambino si trasformi in pietra solo all'alba. In queste regioni sono dette "ugume".
Nella regione Iki della prefettura di Nagasaki, sono riferite come "unme" o "uume" e la loro presenza è accompagnata da una sinistra luce blu.

## Arte
Gli artisti dell'Era Tokugawa produssero un'importante quantità di opere raffiguranti Ubume, spesso vestite solo da una gonna rossa con in braccio un bambino.